# 西碧·崔老妮
西碧·派西娜·崔老妮（英語：Sybill Patricia Trelawney），是英國作家J·K·羅琳的兒童奇幻小說《哈利·波特》系列中的虛構人物。作為偉大和著名的先知卡珊卓·崔老妮的玄孫女，其名字出於希臘神話的女預言家卡珊德拉。西碧·崔老妮繼承了其祖先的一些天賦而成為預言家，後來成為了霍格華茲的占卜學教授。
從電影起，西碧·崔老妮的角色由愛瑪·湯普森飾演。在美國版本中，其名字從第三至五集的拼寫都是「西碧（Sibyill）」。

## 人物概述
「西碧（Sybill）」這個名字參考自古希臘的女祭司西比拉（Sibyl），人們透過她們來瞭解神諭或隱秘預言關於未來；「崔老妮（Trelawney）」這個姓氏，據說也許是參考安東尼·保威爾（Anthony ）一系列的小說《時間的舞蹈》中的角色—崔老尼博士，而崔老尼博士是個神秘主義者和預言家。在為該角命名時，作者羅琳希望能讓她有一個嚴肅的名字，故最終選擇了「崔老妮」。羅琳認為這個名字能「令人印象深刻和具有吸引力」。
崔老妮被描述為一個像昆蟲般嬌小的女人，她臉上戴著厚厚的眼鏡，導致她的眼睛看上去顯得就像被放大了好幾十倍。她經常披著一襲釘滿亮片的閃亮薄紗披肩，以及身上掛滿數不清的鍊子和珠串，手臂和手指上時常戴滿著許多華麗的手鐲和戒指。她的談話語氣朦朧柔和，在作出預言時的聲音比較嘶啞。
該系列的作者羅琳經常闡明她本人並不相信占卜，並且不希望讀者相信它。她也暗示了崔老妮是神秘主義者的寫照，因為那些也許跟騙術有關。
在英國版本的這些小說中，她的名字一直拼寫為「西碧（Sybill）」；但是在美國版本中，從她的角色從首次在到的出現，其名字拼寫為「西碧（Sibyll）」，直至才重新跟英國版本互相匹配地拼寫為「西碧（Sybill）」。
在整個系列中，西碧·崔老妮的角色一直由愛瑪·湯遜飾演。

## 小說及電影角色

### 哈利·波特出生前
就在《哈利波特》系列小說及電影開始之前，崔老妮於1980年接受鄧不利多在豬頭酒吧樓上的房間中對於申請占卜學教授職位的面試，儘管鄧不利多反對占卜學繼續存在，但他依然接見了非常有名先知的玄孫女，不過鄧不利多卻看得出她沒有一絲一毫的天賦並認為她並不適合該教職，正當鄧不利多轉身離去的時候，崔老妮陷入預言般精神恍惚的狀態並說出一個真正的預言：
|  | 擁有消滅黑魔王力量之人將降臨......出身於曾三次抵禦他之父母，出生於第七個月份消失之時......黑魔王將標記他為己之同等，他將擁有黑魔王所未知的力量......兩者必將死於另一人之手，因兩者無法同存於世......擁有消滅黑魔王力量之人將出生於第七個月份消失之時...... |

該一半的預言被當時是食死人的石內卜偷聽到，他把自己偷聽到某人將成為佛地魔死敵的內容轉述給佛地魔。
在裡，崔老妮教授錯誤地預測哈利生於隆冬之時，然而哈利真正出生於7月31日的盛夏。哈利後來發現，這次失誤是因為崔老妮教授在不知不覺中讀取到哈利體內佛地魔的靈魂碎片。然而，依照預言的解釋，那個生於七月份的孩子，其實也能適用於出生在7月30日的奈威·隆巴頓。由於佛地魔只知道預言的一半部分，因此他選擇了跟他自己一樣的混血巫師，而非純血的巫師家庭。佛地魔認為預言內所指的那個孩子就是哈利·波特，這最終導致他攻擊波特一家。
該部分的預言經已在1981年10月31日實現：佛地魔在殺害哈利的雙親之後，他向年幼的哈利施展索命咒。在索命咒及莉莉·波特的保護咒之下，佛地魔於哈利的前額上留下了一道同為祝福與詛咒的閃電狀傷疤。
鄧不利多後來透露，該預言是他讓崔老妮擔任霍格華茲占卜學教授的原因。

### 霍格華茲任教
自豬頭酒吧的面試後，崔老妮便獲聘於霍格華茲教授占卜學。她在霍格華茲北塔的那個奇怪課室是位於「某人的閣樓和一家老式茶館」之間的交叉點，只有爬到樓梯的頂部，然後通過設置在天花板上的活板門再爬上梯子才能到達那裡。這個昏暗、氣味濃郁、「讓人透不過氣」的溫暖房間往往影響著學生的清醒。
崔老妮教授出現於該系列的第三本小說及電影中，當時哈利・波特、榮恩·衛斯理及妙麗·格蘭傑開始其占卜學課程。在哈利三年級的占卜學課上（他的占卜學首個課堂），崔老妮預言了哈利的死亡，後來她繼續預言哈利可以在任何時候死亡，此事激怒了哈利與他的朋友，三人都普遍相信崔老妮是個老騙子，就連教授們（特別是麥教授）也這樣認為。妙麗最終由於這樣的原因和其他因素（譬如高壓力水平）而放棄修讀占卜學課程，而哈利及榮恩則繼續他們的課程。根據麥教授的說法，崔老妮作為先知的信譽受到其每一學年錯誤地預言一名學生死亡的習慣所破壞，那是她用作對其班級的問候，然而那些預言從未曾實現，那些學生依然活得好好的。崔老妮教授有更多強烈感應的預言似乎只在她精神恍惚的時候才會出現，事後她對自己曾經說過的事完全沒有記憶。幾乎所有她的預言後來在小說中都獲證明是真實的，即使她並沒有處於恍惚狀態下作出的那些。儘管如此，崔老妮教授也有支持者—芭蒂·巴提和文妲·布朗都非常喜歡她，也給她留下了深刻的印象。
她還準確地向哈利預言了有關小說中高潮的事件，當中包括彼得·佩迪魯回到佛地魔（黑魔王）的身邊：
|  | 黑魔王被他的信徒拋棄，無依無靠地獨自飄零。他的僕人經已被束縛了12年之久。在今晚午夜以前，這名僕人將會獲得自由，並出發前去跟他的主人重新會合。黑魔王將會在他僕人的援助下東山再起，比以前更加強大，而且更加駭人。在今晚......午夜以前......這名僕人......將會出發前去......與他的主人......重新會合...... |

該預言揭示了彼得·佩迪魯的真實身分，更顯示他是讓佛地魔重生的信徒。該預言也許提到小巴堤·柯羅奇從阿茲卡班的逃脫（事實上小巴堤·柯羅奇的逃脫發生於第三輯小說及電影的多年之前，所以這一猜測並不成立）。

### 差點被解僱
崔老妮在霍格華茲任教10多年後，她在中首先被霍格華茲總督察的桃樂絲·恩不里居列入試用期的觀察名單，這導致了她感到很困擾和變得越來越偏執。巨大壓力使她經常大聲的自言自語，經常一臉恐懼的回頭看其背後，其身上還可以嗅到強烈的烹調雪利酒的味道。最終恩不里居對崔老妮越來越反感，她在哭號的崔老妮和眾人面前，把崔老妮的行李扔在門廊中，宣佈把她解僱並逐出霍格華茲。鄧不利多趕到現場，向崔老妮教授提出援手和支持，並介入讓她得以留在霍格華茲城堡裡，因為鄧不利多相信由於崔老妮在面試期間所作出的預言讓她在霍格華茲以外的地方處於危險之中，他亦指恩不里居只有解僱的權力，並沒有把教授逐出學校的權力。鄧不利多從禁忌森林裡的人馬群中招募翡冷翠取代她接任占卜學教授，以此來唾棄恩不里居。

### 重返霍格華茲
在恩不里居被趕下台後，崔老妮於回到霍格華茲復職，由於翡冷翠同意在崔老妮被解僱後取代她時，翡冷翠被其人馬同伴驅逐出去，崔老妮認為那是一種憤怒。後來她跟翡冷翠一同分擔教授占卜學的教務。
在裡，崔老妮教授於霍格華茲大戰中跟其他人一同並肩作戰，她被看到透過魔法加速其水晶球以對抗食死人，她扔出其中一個水晶球來保護受傷的文妲·布朗免受狼人焚銳·灰背的攻擊。在電影改編版本《哈利波特－死神的聖物2》中，崔老妮教授被看見在芭瑪·巴提的協助下覆蓋著某人的身體。

## 外部連結
- 西碧·崔老妮 -哈利波特辭典 （页面存档备份，存于）（英文）